# Freak Power
Freak Power was een Britse band.
De band werd in 1993 opgericht door Norman Cook, (later bekend onder de naam Fatboy Slim) en Ashley Slater (trombonist bij de jazz big band Loose Tubes). De muziek van Freak Power was een mix van acid jazz, funk, soul en trip hop.

## Geschiedenis
De single Turn On, Tune In, Cop Out kwam in 1993 uit en werd een bescheiden hit in de Britse hitlijsten. Toen jeansfabrikant Levi's het nummer echter in een reclamespot gebruikte, werd Freak Power internationaal bekend. De single stond in een aantal internationale hitlijsten: Zwitserland (36), Nederland (23), Nieuw-Zeeland (17). In april 1994 kwam het eerste album met de titel Drive Thru Booty uit. In 1996 kwam een tweede album uit getiteld: More Of Everything For Everybody. De track Song #6 van dit album werd gebruikt in de film Code 46. Tot wereldwijde hits kwam het echter niet meer. In 1997 ging de formatie uit elkaar.

## Bandleden
- Norman Cook - zang, gitaar, basgitaar
- Ashley Slater - zang, trombone
- Cyril McCammon - keyboard, zang (eerste album)
- Dale Davies - basgitaar (eerste album)
- Pete Eckford - percussie (eerste album)
- Jim Carmichael - drums
- Jesse Graham  (the Bass Cadet) - basgitaar (tweede album)
- Lucy Vandi - zang, tamboerijn (tweede album)
- Eddie Stevens - keyboard (tweede album)

## Discografie

### Singles
1. Turn On, Tune In, Cop Out (1993)
2. Rush (1994)
3. Get in touch (1994)
4. New Direction (1996)
5. Can You Feel It? (1996)
6. No Way (1998)

### Albums
1. Drive Thru Booty (1994)
2. More Of Everything For Everybody (1996)